# المکس
المکس (به عربی: المکس) یک محله در مصر است که در استان اسکندریه واقع شده‌است.